# Municipio de Juan C. Bonilla
El municipio de Juan C. Bonilla es uno de los 217 municipios que conforman al estado mexicano de Puebla, forma parte del Valle de Cholula y de la Zona Metropolitana de Puebla-Tlaxcala, su cabecera es la población de Cuanalá.

## Geografía
El municipio de Juan C. Bonilla se localiza en la parte centro - oeste del estado de Puebla con una altitud entre 2 300 y 2 100 metros sobre el nivel del mar, sus coordenadas geográficas extremas son 19° 06' - 19° 09' de latitud norte y 98° 18' - 98° 23' de longitud oeste. Tiene una superficie de 22.367 kilómetros cuadrados. 
El municipio colinda al norte con el municipio de Tlaltenango, al noreste con el municipio de Coronango, al sur con el municipio de San Pedro Cholula y al oeste con el municipio de Huejotzingo.

## Demografía
El municipio de Juan C. Bonilla registra en el Censo de Población y Vivienda realizado en 2010 por el Instituto Nacional de Estadística y Geografía un total de 18 540 habitantes, de los que 8 881 son hombres y 9 659 son mujeres.

### Localidades
En el municipio de Juan C. Bonilla se localizan un total de 11 localidades, las principales y su población en 2015 INEGI son las siguientes:
| Localidad             | Población |
| Total Municipio       | 18 540    |
| Santa María Zacatepec | 12 466    |
| Cuanalá               | 5 728     |

## Política
El gobierno del municipio de Juan C. Bonilla le corresponde al Ayuntamiento que tiene su sede en la cabecera municipal, Cuanalá; el ayuntamiento se encuentra conformado por el presidente municipal, un Síndico y el cabildo integrado por ocho regidores, seis de los cuales son electos por mayoría relativa y los dos restantes por mediante el principio de representación proporcional, todos son electos mediante el voto universal, directo y secreto en un proceso electoral celebrado el primer domingo de julio del año de la elección y que asumen sus cargos el 15 de febrero del siguiente año, por un periodo de tres años que no son reeligibles para el inmediato pero si de forma alternada.

### Subdivisión administrativa

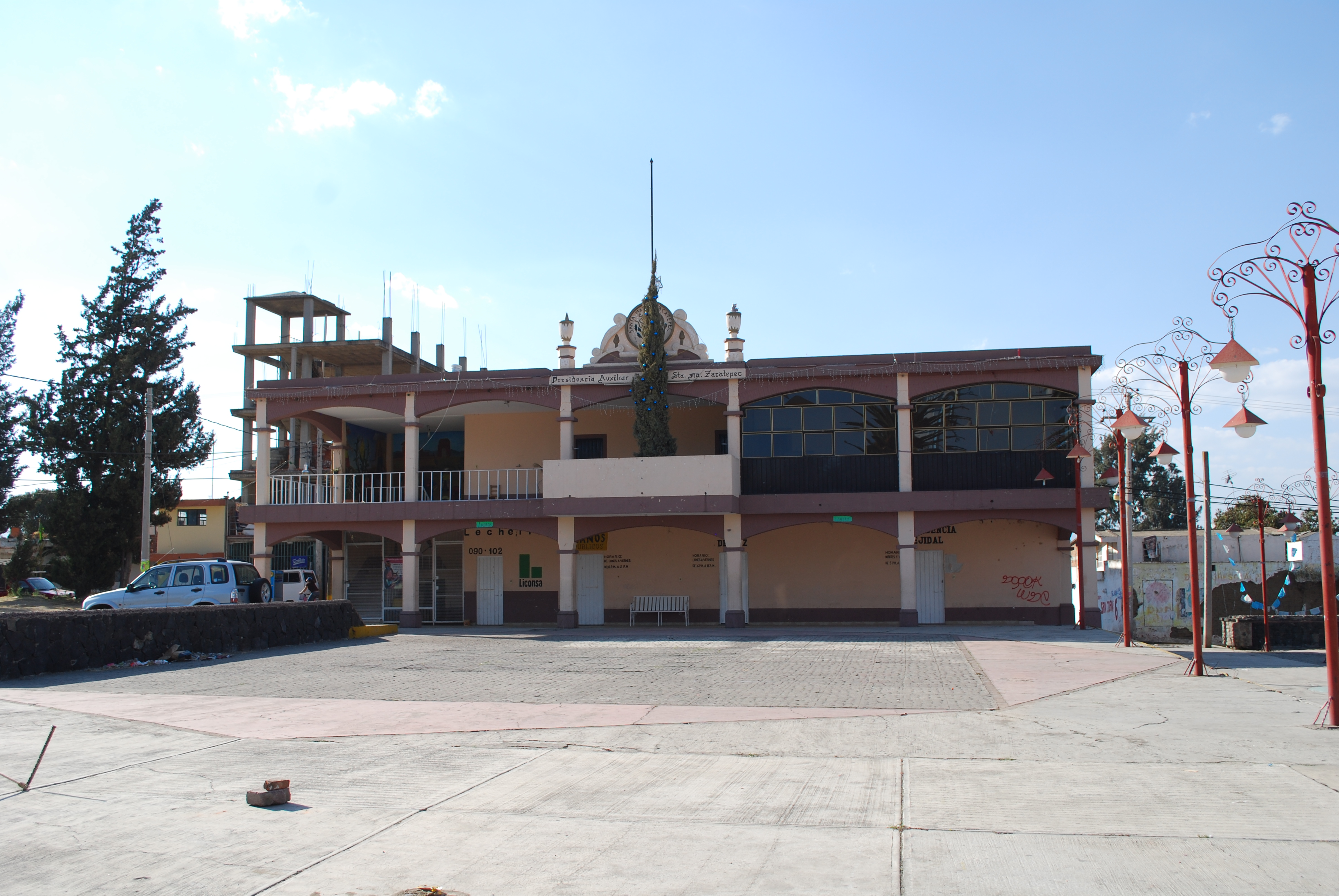
Presidencia auxiliar de Santa María Zacatepec

El municipio de Juan C. Bonilla se divide para su administración interior, además de la cabecera municipal, en 3 juntas auxiliares y 1 inspectoria, estas son electas mediante plebiscito popular celebrado el último domingo de marzo del año correspondiente y conformadas por un Presidente Auxiliar y cuatro regidores, todos para un periodo de tres años y que asumen sus cargos el día 15 de abril siguiente a su elección. 
Las tres juntas auxiliares del municipio son:
- Santa María Zacatepec
- San Gabriel Ometoxtla
- San Lucas Nextetelco,

la inspectoría:
- Colonia José Ángeles y

cabecera municipal:
- San Mateo Cuanala,

### Representación legislativa
Para la elección de diputados locales representantes de la población en el Congreso de Puebla y diputados federales integrantes de la Cámara de Diputados de México, el municipio de Juan C. Bonilla se encuentra integrado en los siguientes distritos electorales:
Local:
- Distrito electoral local de 8 de Puebla con cabecera en Huejotzingo.[6]

Federal:
- Distrito electoral federal 10 de Puebla con cabecera en la Cholula de Rivadavia.[7]

### Presidentes municipales
- (1999 - 2002): Luis Aguas Méndez
- (2002 - 2005): José Gumaro Mejía Cuautle
- (2005 - 2008): Heriberto Coyotl Castillo
- (2008 - 2011): José Romero Tehuitzil
- (2011 - 2014): Andrés Cadena Zamora (PRI)
- (2014 - 2018): Filemón Aguilar Rodríguez (PRI)
- (2018 - 2021): Joel Lozano Alameda (MORENA)
- (2021 - 2024): José Cinto Bernal (PAN / PRD (alianza))
- (2024 - 2027): José Cinto Bernal (PVEM)